# 生物ポンプ
生物ポンプ（せいぶつぽんぷ）とは、生物海洋学において、海洋表層（有光層）から海洋内部へ生物学的に炭素を輸送する経路を指す。
炭素は主に粒子状の状態、例えば生物の遺骸（藻類マットを含む）や動物の糞粒の状態で沈降することで運ばれる。一部の炭素は溶解した有機炭素（DOC）となって、沈降流という物理的な運搬過程で海底に運ばれる。
深海に沈む炭素には、有機炭素と無機炭素（炭酸カルシウムなど）の両方ある。前者は全ての生物の構成物質であり、後者は（例えば石灰質ナノプランクトンや有孔虫のような）カルシウムの殻を持つ生物の構成物質である。これらの生物源物質の違いを区別する際には、有機炭素の運搬は軟組織ポンプ、無機炭素の運搬は硬組織ポンプと呼ぶ。
有機物質の場合、バクテリアの呼吸作用などにより、有機炭素から溶存二酸化炭素となって海水に戻される。炭酸カルシウムの場合は、局所的な炭酸塩の化学過程に依存する。しかしこれらの過程は普通光合成過程よりも遅いので、結果的に生物ポンプは炭素を表層から海洋の深部へ運んでいることになる。　
生物ポンプは物理化学的な溶解ポンプやアルカリポンプと関連付けて考えられている。
関連するプロセスとして、大陸棚ポンプという考え方が近年提唱されている。

## 生物ポンプ仮説
地球表層の炭素循環を考える際に、生物による二酸化炭素の海洋への取り込みが一つの重要な過程を構成している。海底に輸送された炭素の何割かは、分解されずに堆積物として海底に固定され、結果的に地球表層の炭素を地球深部へと除去することになる。近年問題になっている地球温暖化の原因として、温室効果ガスである二酸化炭素の気候に与える影響が重要な研究課題となっているが、この生物ポンプが持つ大気中の二酸化炭素の除去機能が注目されている。
生物ポンプの作用は、一次的には海洋の基礎生産量に依存する。現在の赤道域は植物プランクトンが増殖するのに必要な栄養塩が十分なのにも関わらず、潜在的に考えられるよりも基礎生産量が低い。海水の分析の結果、これは、赤道域において、植物プランクトンが増殖・成長する際に必要な微量元素の一つである鉄イオンが不足していることが原因と考えられている。鉄イオンは陸から供給されるので、一般に沿岸域には豊富で陸から離れた外洋では少ない。
過去の氷期/間氷期の変動の際に果たした生物ポンプの役割について、一つの仮説が提唱されている。氷床コアの分析から、氷期には大気中の二酸化炭素が低下していたことがわかっている。また、大気に含まれる陸源性の塵が氷期に多く間氷期に少ないということも認められている。これは寒冷な気候状態で陸上が平均的に乾燥していた、もしくは風が強かったことを示している。
氷期に乾燥化や風が強くなったりすることで陸域から外洋域への金属イオンの供給が増加し、赤道などでの生物生産量が増加して、大気中の二酸化炭素を大量に取り込み、寒冷化を促進させる正のフィードバックが発生したというのが生物ポンプ仮説であり、この実証のための研究が現在進められている。